# Boot Island
Bobbin Island (von englisch boot ‚Stiefel‘) ist eine stiefelförmige Insel vor der Ingrid-Christensen-Küste des ostantarktischen Prinzessin-Elisabeth-Lands. Sie gehört zu den Rauer-Inseln und liegt unmittelbar südwestlich von Pchelka Island.
Australische Wissenschaftler benannten sie deskriptiv nach ihrer Form.